# Seia
Seia es una ciudad portuguesa perteneciente al distrito de Guarda, región estadística del Centro (NUTS II) y comunidad intermunicipal de Beiras y Sierra de la Estrella (NUTS III), con cerca de 6900 habitantes (en la ciudad) y 21 760 (en el perímetro urbano).

## Geografía
Es sede de un municipio con 435,92 km² de área y 21 760 habitantes (2021), subdividido en 21 freguesias. El municipio está limitado al norte por los municipios de Nelas y Mangualde, al nordeste por Gouveia, al este por Manteigas, al sureste por Covilhã, al sudoeste por Arganil y al oeste por Oliveira do Hospital.

## Organización territorial
El municipio de Seia está formado por veintiuna freguesias:
- Alvoco da Serra
- Carragozela e Várzea de Meruge
- Girabolhos
- Loriga
- Paranhos da Beira
- Pinhanços
- Sabugueiro
- Sameice e Santa Eulália
- Sandomil
- Santa Comba
- Santa Marinha e São Martinho
- Santiago
- Sazes da Beira
- Seia, São Romão e Lapa dos Dinheiros
- Teixeira
- Torrozelo e Folhadosa
- Tourais e Lajes
- Travancinha
- Valezim
- Vide e Cabeça
- Vila Cova à Coelheira

## Demografía

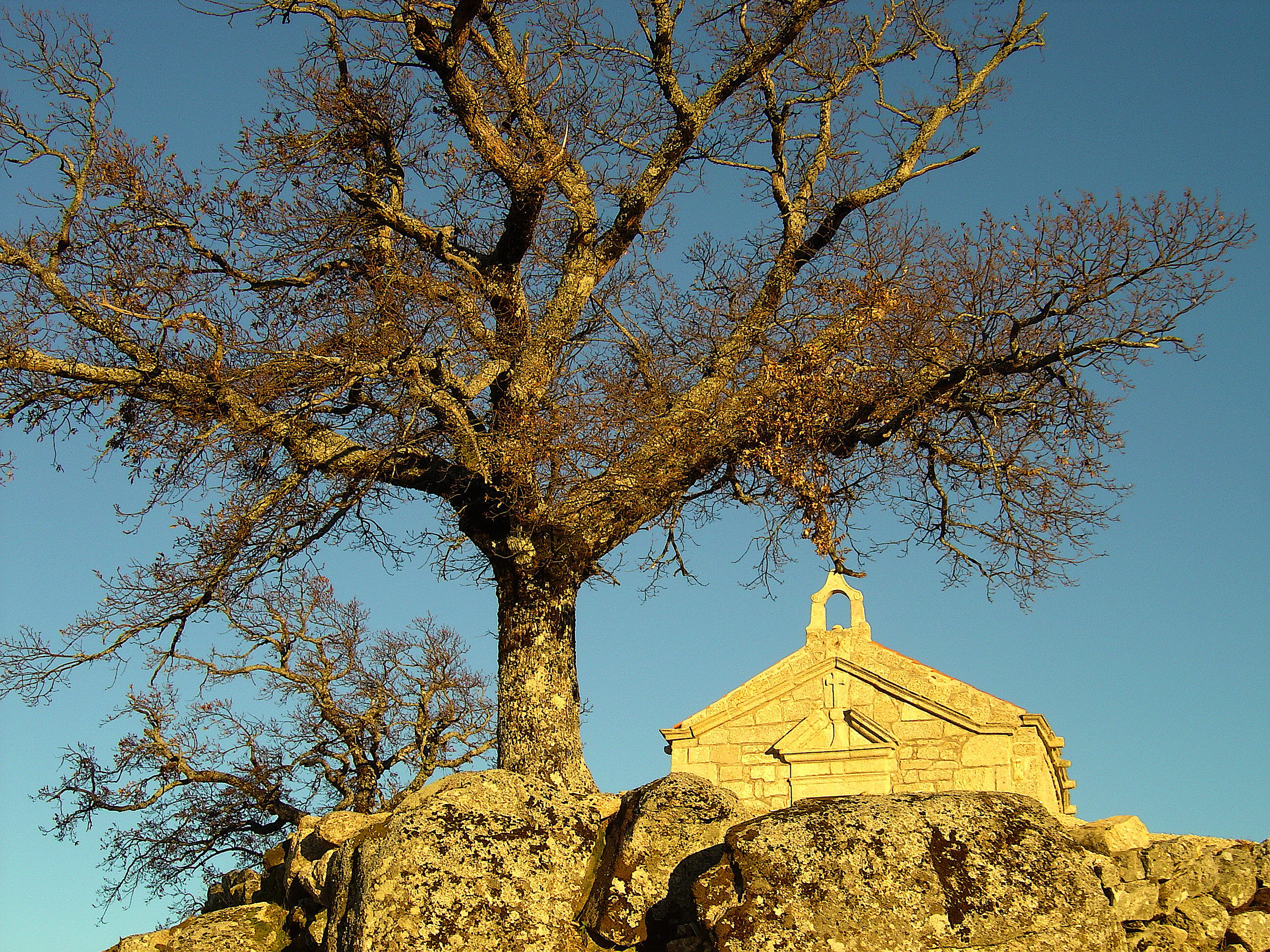
Ntra. Sra. da Espinheira.

| Gráfica de evolución demográfica de Seia entre 1864 y 2021 |
|                                                            |
| Datos según el nomenclátor publicado por el INE portugués. |

## Historia

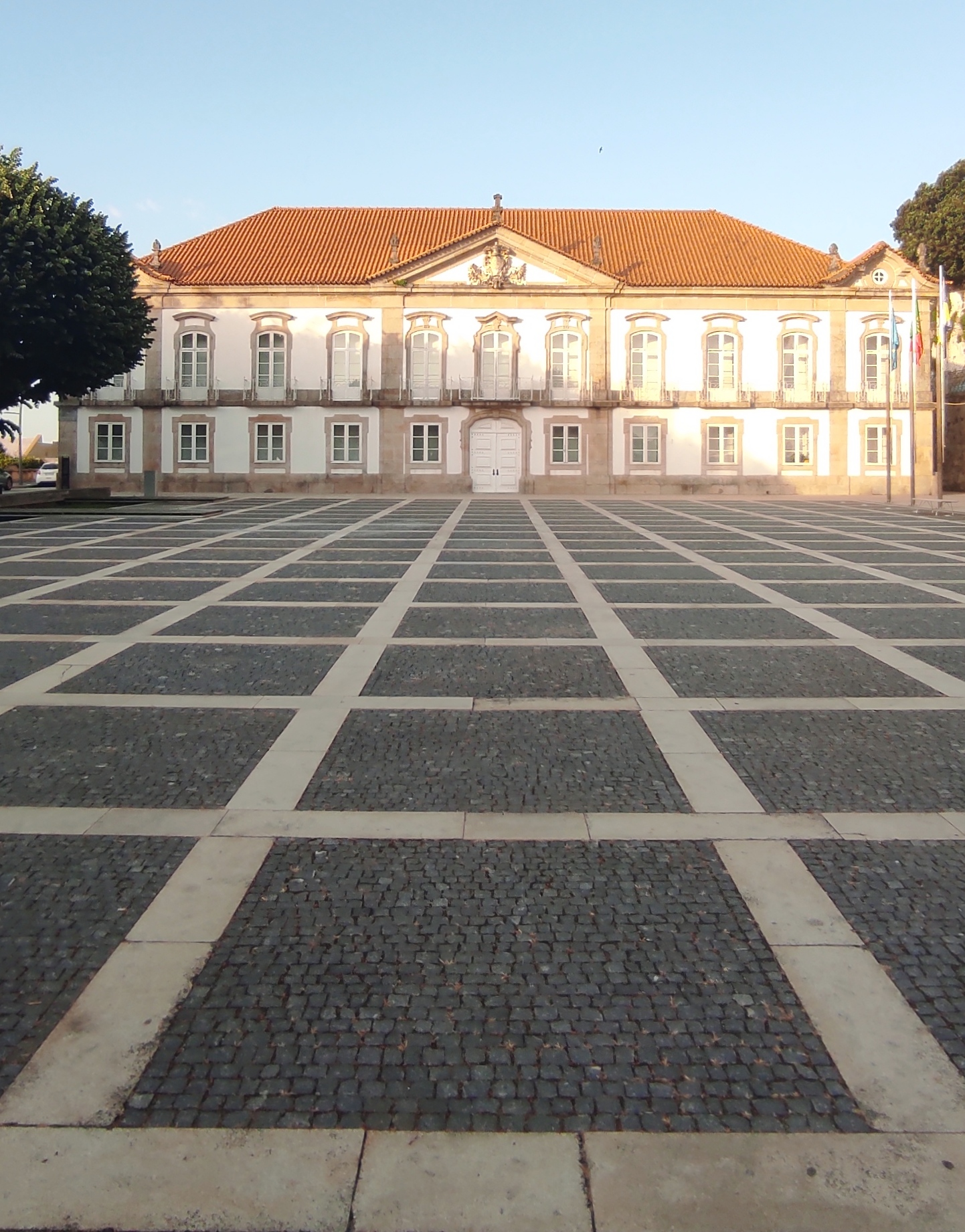
Casa das Obras (Seia), actual Cámara Municipal

La ocupación humana primitiva del lugar de la actual Seia se remonta a la época prerromana, cuando los túrdulos fundaron un asentamiento, alrededor del siglo IV a. C., llamado Senna. Los túrdulos construyeron un castro en el lugar de Nogueira, entre los cerros de Santana y Carvalha do Outeiro. Estaba defendida estratégicamente por tres castros menores, uno en S. Romão, otro en Crestelo y el tercero en la actual Seia. Aún quedan restos de castros en Travancinha, Loriga y S. Romão.
Cuando se produjo la invasión romana de la Península Ibérica, los lusitanos hicieron de la cordillera, entonces llamada Montes Hermínios, su cuartel general, que se convirtió en un fuerte obstáculo para los invasores. Esto, sin embargo, no impidió que el pretor Galba masacrara entre 8.000 y 30.000 lusitanos, según fuentes coetáneas.
Cuando los romanos se convirtieron en señores de la tierra, transformaron el castro ibérico de Nogueira en la romana "Civitas Sena", que fue fortificada, al convertirse en oppidum con el mismo nombre. Posteriormente fue ocupada por visigodos y musulmanes, estos últimos a partir del siglo VIII.
Se dice que el rey visigodo Wamba fijó los límites de la diócesis de Egitânia hasta los dominios de la ciudad de Sena.
En la época de la Reconquista cristiana de la península ibérica, la villa fue conquistada definitivamente a los moros por Fernando el Grande (1055), quien ordenó la construcción (o reconstrucción) de sus fortificaciones. Sobre este episodio, la crónica del monje Silas relata la violencia del ataque y cómo los cristianos hicieron huir desordenadamente a los ocupantes de Ópido Sena, hacia Ópido Visense (actual Viseu).
La importancia de Seia está atestiguada en el texto de la carta de Talavares, emitida por Teresa de León, condesa de Portugal, que dice: "D. Tarasia regnante in Portucale, Colimbria, Viseu et Sena […] " ("D. Teresa, reinante en Portugal, Coimbra, Viseu y Seia (...)")
En la época de la formación de la nacionalidad portuguesa, Bermudo Peres, cuñado de Teresa, inició una revuelta en el Castillo de Seia. No tuvo éxito, ya que el futuro Alfonso I de Portugal (1112-1185), al enterarse de ello, fue a su encuentro con sus fuerzas y lo expulsó del castillo (1131) (Chronica Gothorum, Era de 1169). Alfonso, al año siguiente, donó los dominios de Seia y su castillo a su hombre de confianza João Viegas en reconocimiento a los servicios prestados (1132). Unos años más tarde, el soberano concedió a la ciudad su primera carta en 1136, nombrándola Civitatem Senam.
Siguieron otras cartas, como la de Alfonso II de Portugal, en diciembre de 1217, la de Eduardo I de Portugal, en diciembre de 1433, la de Alfonso V, en agosto de 1479, y, finalmente, la de Manuel I, el 1 de junio de 1510.
La ciudad recibió nuevos fueros bajo los reinados de Alfonso II de Portugal (diciembre de 1217), Eduardo I de Portugal (diciembre de 1433), Alfonso V de Portugal (agosto de 1479) y, finalmente, "Foral Novo" de Manuel I de Portugal (1 de junio de 1510).
En 1571, bajo el reinado de Sebastián I de Portugal, se fundó la Santa Casa de Misericordia de Seia.
En el contexto de la Restauración de la Independencia, en 1640 , los vecinos de Seia mandaron forjar la espada que Mariana de Lencastre, viuda de Luis da Silva, 2º alcalde de Seia, entregó a sus hijos en la vigilia del viernes al sábado 12 de diciembre.
Fue en Seia donde tuvo lugar la última manifestación republicana antes de la instauración de la República Portuguesa en 1910. Esta manifestación tuvo lugar el 25 de septiembre y estuvo presidida por Afonso Costa.